# Stern
För andra betydelser, se Stern (olika betydelser).

Stern ("stjärna") är en tysk tidskrift, grundad 1948 av Henri Nannen. Stern publiceras av Gruner + Jahr GmbH & Co. KG vilket är ett dotterbolag till Bertelsmann men även Europas största publicistfirma. Den utkommer en gång i veckan. Stern är tillsammans med bland annat Der Spiegel ett av Europas största veckomagasin. Namnet Stern används numera på en rad magasin som ges ut vid sidan av huvudmagasinet: Stern Gesund leben, Stern Fotografie, NEON och VIEW – Die Bilder des Monats.